# Ulično rolkanje
Ulično rolkanje je rolkanje na ulicah in vseh drugih urbanih prostorih. Značilni objekti so razne ograje, bankine, zidovi, pločniki itd. Na urbanih področjih je moč najti tudi krivinaste objekte, ki so sicer značilni za vertikalno rolkanje, vendar so ti v večini niso primerni za rolkanje in se na njih praviloma izvajajo lažji triki.
Za začetnika uličnega rolkanja veljata Natas Kaupas in Mark Gonzales v poznih osemdesetih letih 20. stoletja, ki sta trike nove šole iz prostega sloga prenesla na ulice, kjer sta jih še izpopolnila (izvajala sta jih višje, z lepšim slogom). Bila sta tudi prva, ki sta naredila kak trik na ograjo čez stopnice.
Čeprav večina poligonov za rolkanje vsebuje veliko posnetkov objektov z ulic, pa najbolj podzemeljski rolkarji zavračajo poligone, ker so objekti tam preveč popolni in stanja na ulici ne predstavljajo pravilno. Večina rolkarjev pa, če le lahko, dosti časa preživi na teh poligonih, ker se tam lažje naučijo trike, ki jih potem prenesejo na ulice.